# Buré
Buré település Franciaországban, Orne megyében. Lakosainak száma 101 fő (2022. január 1.). Buré Coulonges-sur-Sarthe, Saint-Quentin-de-Blavou, La Mesnière és Saint-Julien-sur-Sarthe községekkel határos.

## Népesség
A település népességének változása:
| Lakosok száma | 118  | 110  | 111  | 111  | 109  | 107  | 105  | 102  | 101  |
|               | 2013 | 2015 | 2016 | 2017 | 2018 | 2019 | 2020 | 2021 | 2022 |